# Crosio della Valle
Crosio della Valle es una localidad y comune italiana de la provincia de Varese, región de Lombardía, con 602 habitantes.

## Evolución demográfica
| Gráfica de evolución demográfica de Crosio della Valle entre 1861 y 2001 |
|                                                                          |
| Fuente ISTAT - elaboración gráfica de Wikipedia                          |